# 燕岭春
燕岭春是种北京二商集团有限公司属下华都酒厂酿制的酱香型白酒。

## 历史
大跃进至文化大革命期间为扩大茅台生产而推行茅台异地生产试验，加之文革末期的“八大名酒进北京”的政治任务，中国政府当时选定华都酒厂的前身昌平县酿酒厂来研制酱香型白酒。1974年茅台异地生产试验的技术负责人周恒刚先生来厂领导，于两年后酿成燕岭春；燕岭春全部采用茅台的生产原辅料和窖泥。
因无法保证所需粮食原料：燕岭春虽为酱香型白酒，但以麸曲为主酿造，且所用高粱和小麦均为当地品种，和贵州所产的不同。被称为北京小茅台。